# 胡里奥·拉卡特·穆罗

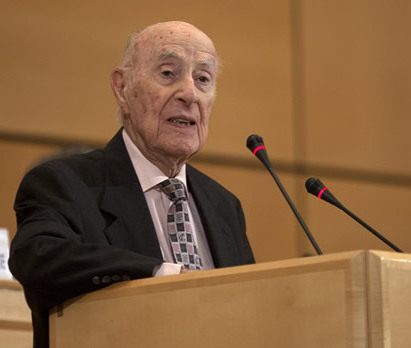
2014年

胡里奥·拉卡特·穆罗（Julio Lacarte Muró，1918年3月29日—2016年3月4日）是一位乌拉圭外交家和政治家。
1967年，他曾担任Oscar Gestido总统内阁工业和商务部长。1967年至1969年，担任乌拉圭足协主席。
作为外交家，他参与创建了世界贸易组织、联合国贸发会议等重要国际机构，并曾担任世界贸易组织上诉机构首任成员。
他2012年曾访问中国。